# Woman's World (Cher)
Woman's World è una canzone della cantante statunitense Cher, il primo singolo estratto dal suo ventiseiesimo album in studio. È stata scritta da Matt Morris, Anthony Crawford e Paul Oakenfold, che l'ha anche prodotta insieme a JD Walker: il testo è un inno femminile, con il quale Cher vuole dire che "è abbastanza forte per superare gli altri" perché "questo è il mondo di una donna".
Nonostante sia stato mostrato in anteprima il 22 novembre 2012 in streaming, il singolo verrà pubblicato il 18 giugno 2013, giorno in cui sarà presentato da Cher alla finale del talent show The Voice.
Appena dopo la première sui siti di streaming, Woman's World è stata accolta dai critici con recensioni miste, tra cui molte in cui elogiavano il messaggio ed il ritorno della cantante dopo dodici anni di pausa dopo il suo ultimo album, Living Proof (2001)

## Versioni
- Pubblicazione digitale:[3]

1. Original version – 3:41

- Remix ufficiali:

1. Danny Verde Club – 7:10
2. Danny Verde Dub – 6:49
3. Danny Verde Radio Edit – 3:50
4. Danny Verde Radio Remix – 3:47
5. David Morales Pride Anthem – 7:51
6. Jason Nevins Remix – 5:41
7. Jason Nevins Dub – 5:56
8. Jason Nevins Radio Remix – 3:43
9. Jodie Harsh Radio Remix – 3:33
10. Mvscles Radio Remix – 2:33
11. R3hab Remix – 4:04
12. R3hab Clean Remix – 3:35
13. R3hab Radio Edit – 3:32
14. Tracy Young's Ferosh Club – 7:43
15. Tracy Young's Ferosh Dub – 6:45
16. Tracy Young's Ferosh Ext. Dub – 7:49
17. Tracy Young's Ferosh Radio Edit – 3:47
18. Tracy Young's Ferosh Radio Remix – 3:45
19. TyDi Club Mix – 6:34
20. TyDi Radio Remix – 3:34
21. Zookeeper Extended Mix – 6:52
22. Zookeeper Radio Remix – 4:05

## Classifiche
| Classifica (2013)                         | Posizione massima |
| ----------------------------------------- | ----------------- |
| Australia                                 | 77                |
| Austria                                   | 60                |
| Belgio (Fiandre)                          | 87                |
| Belgio (Vallonia)                         | 38                |
| Germania                                  | 66                |
| Svizzera                                  | 26                |
| US Bubbling Under Hot 100 (Billboard)     | 25                |
| US Hot Dance Club Songs (Billboard)       | 1                 |
| US Hot Dance/Electronic Songs (Billboard) | 16                |
| US Adult Contemporary (Billboard)         | 28                |
| Venezuela (Top 100)                       | 98                |
| Venezuela (Pop Rock General)              | 9                 |